# Staatsoliemaatschappij
Een staatsoliemaatschappij (national oil company, NOC) is een oliemaatschappij geheel of grotendeels in handen van de overheid, de staat. Zo'n 55% van de oliewinning komt voor rekening van de NOC's, terwijl zij zo'n 85% van de bewezen reserves beheren. De grootste NOC's zijn ook de grootste bedrijven ter wereld, zoals Saudi Aramco, Pemex en Petróleos de Venezuela.
Veel NOC's zijn ontstaan na een nationalisering van de olie-industrie. Het belang en de omvang van de NOC's is sterk toegenomen nadat de OPEC zich in de jaren zeventig begon te profileren. Het belang van de internationale oliemaatschappijen zoals ExxonMobil, Royal Dutch Shell en BP is daarmee afgenomen.